# Eritrichium aldanense
Eritrichium aldanense är en strävbladig växtart som beskrevs av S. V. Ovczinnikova. Eritrichium aldanense ingår i släktet Eritrichium och familjen strävbladiga växter. Inga underarter finns listade i Catalogue of Life.